# Lea Piltti

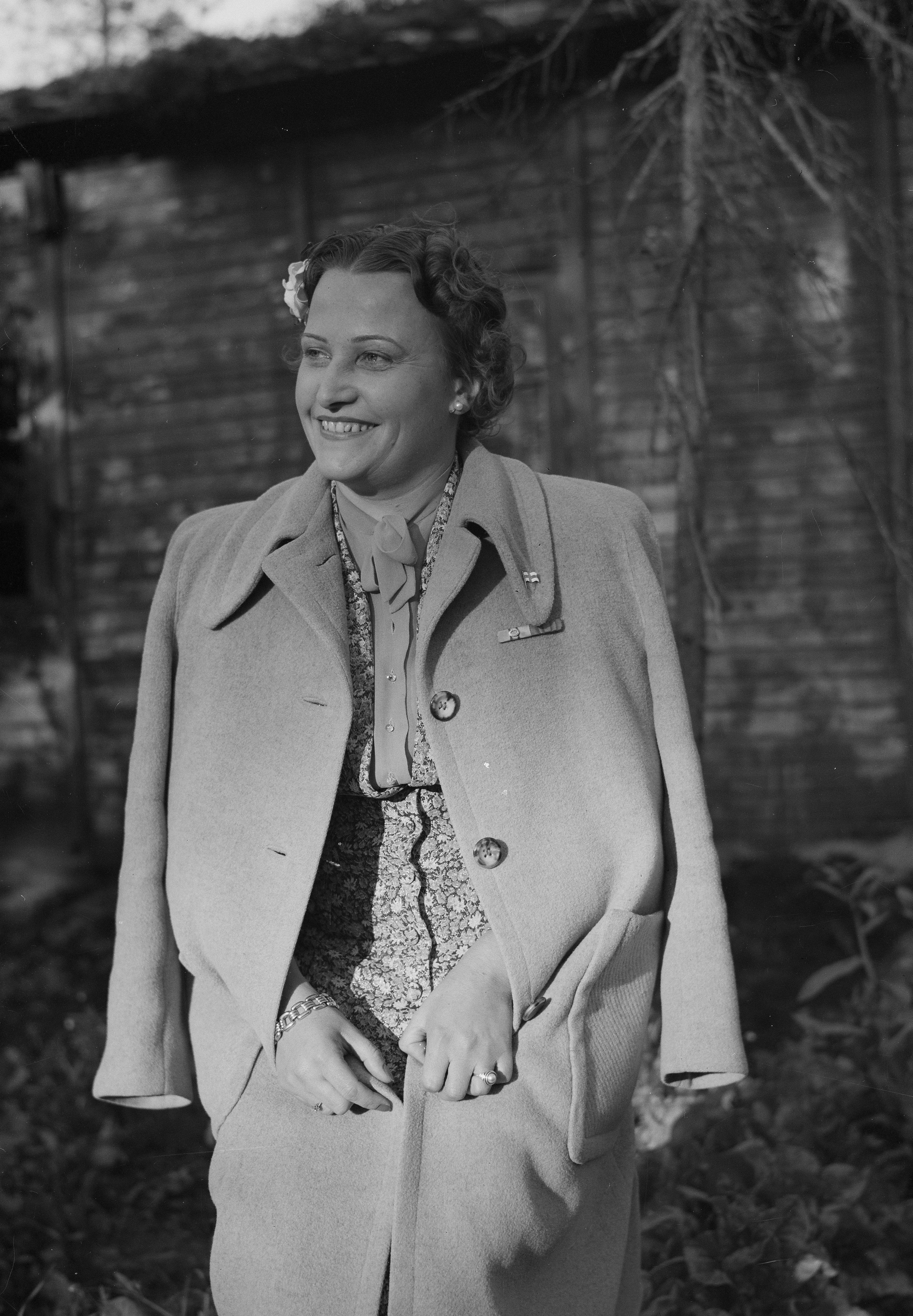
Lea Piltti.

Lea Maire Piltti (2 de enero de 1904, Rautjärvi, Finlandia – 5 de febrero de 1982, Helsinki) fue una soprano finesa de relevancia internacional durante el periodo 1930–40 y posteriormente maestra de canto.

## Biografía
Debutó en 1926 en la Opera de Finlandia en Lakmé de Léo Delibes para a partir de 1931 tener una importante carrera como soprano coloratura en países del área germánica y centro europeo luego de su debut en Königsberg y como artista estable de la Opera Nacional de Weimar.
Obtuvo gran éxito como la Reina de la noche en La flauta mágica de W. A. Mozart en la Staatsoper de Berlín y en Salzburgo dirigida por Karl Böhm. Entre 1939-1944 fue artista de la Staatsoper de Viena, cantó en Norte y Sudamérica en giras.
El compositor Richard Strauss la convocó como solista para la celebración de su cumpleaños 75 con el mismo como acompañante de sus canciones junto a otros cantantes como Hilde Konetzni, Anton Dermota y Maria Reining.
Participó en la película Wiener Blut en 1942 junto a Maria Reining y en el proyecto del pianista Michael Raucheisen de recopilación y grabación de la antología del Lied.
En 1943 regresó a Finlandia y su participación en la Alemania nazi fue un revés para su carrera luego de la guerra.
A partir de 1949 se dedicó a la enseñanza y entre sus alumnos se contaron Matti Salminen y Anita Välkki. Enseñó en Helsinki y Turku.
Fue condecorada en 1956 con la Medalla de Finlandia y en 1974 como profesora emérita.
Desde 1992 se estableció el Premio Lea Piltti – 20,000 Euros a un cantante finés con carrera internacional.
Grabó arias y canciones, y en La flauta mágica dirigida por Joseph Keilberth junto a Trude Eipperle, Walther Ludwig, Georg Hann y Josef von Manowarda en 1937 en Stuttgart.